# أليساندرو جولياني
أليساندرو جولياني هو ممثل كندي، ولد في 6 يوليو 1975 بفانكوفر في كندا.

## أعمال

### أفلام
- (2007) نظرية الفوضى
- (2008) مرثية[4]
- (2009) المراقبون[5]
- (2013) الرجل الفولاذي[6][7]

### مسلسلات
- باتلستار غالاكتيكا
- مغامرات صابرينا المخيفة[8]
- المئة

## وصلات خارجية
- أليساندرو جولياني على موقع IMDb (الإنجليزية)
- أليساندرو جولياني على موقع ألو سيني (الفرنسية)
- أليساندرو جولياني على موقع أول موفي (الإنجليزية)
- أليساندرو جولياني على موقع قاعدة بيانات الأفلام السويدية (السويدية)
- أليساندرو جولياني على موقع قاعدة بيانات الفيلم (الإنجليزية)
- أليساندرو جولياني على موقع كينوبويسك (الروسية)